# Casey Benjamin
Casey Benjamin (Queens (New York), 10 oktober 1978 – Maryland, 30 maart 2024) was een Amerikaanse jazzsaxofonist, -toetsenist, producent en songwriter.

## Biografie
Benjamin kwam uit South Jamaica, een wijk in de New Yorkse wijk Queens. Hij bezocht de Fiorello H. LaGuardia High School en de New School for Jazz and Contemporary Music in Manhattan (New York). In 2002 trad hij op met DJ Logic tijdens het Montreux Jazz Festival. Hij werkte ook met Arto Lindsay, Joe Chambers, Mark Adams, Betty Carter en Buster Williams. Als toetsenist maakte hij deel uit van het new wave-duo HEAVy en produceerde hun album JazzMoney $$. Hij speelde ook verschillende muzikanten als Q-Tip, A Tribe Called Quest, Mos Def, Stefon Harris, Marcus Strickland, Regina Litvinova, Robert Glasper en Victor Bailey, met wie hij in 2010 optrad tijdens de Leverkusener JazzTage.
Benjamin overleed  in maart 2024 op 45-jarige leeftijd.

## Discografie
- 1998: Pucci Amanda Jhones, Wild is the Wind (CIMP)
- 2007: HEAVy, JazzMoney$$
- 2009: Stefon Harris & Blackout, Urbanus)
- 2012: Robert Glasper, Black Radio
- 2016: Robert Glasper Experiment ArtScience

- Gemeinsame Normdatei: 1073256545
- Library of Congress Control Number: no2004110207
- MusicBrainz: 68fba09c-a23c-43b1-869a-67c00a844f96
- Virtual International Authority File: 316740166
- WorldCat: E39PBJtCGyJRjVDfF3kfmCgtKd